# Étienne Leenhardt
Pour les articles homonymes, voir Leenhardt.
Étienne Leenhardt, né le 25 juillet 1962 à Montpellier, dans l'Hérault, est un journaliste français de télévision.
Depuis mars 2004, il est directeur-adjoint de l'information de France 2.
De septembre 2008 à la fin de l'année 2015, il fut le présentateur du magazine Un œil sur la planète.

## Biographie
Étienne Leenhardt est né le 25 juillet 1962, fils de Nicolas Leenhardt (1931-1986), professeur de mathématiques et de Françoise Boucomont (1932-), secrétaire à la faculté de théologie protestante.

## Carrière
Après une licence de langues à l'université Paul-Valéry-Montpellier, Étienne Leenhardt poursuit ses études au Centre de formation des journalistes, dont il est diplômé en 1986. Il travaille comme journaliste du 27 mai 1987 au 5 juillet 1987sur FR3. Puis du 15 novembre 1987 au 12 avril 1992 sur La Cinq. 
Étienne Leenhardt présente les journaux de 13 heures et de 20 heures de France 2 de septembre 1994 à juin 1995,. Chargé des opérations spéciales, il devient ensuite le correspondant de la chaîne publique à Washington puis à Londres.
En 2003, il devient rédacteur en chef du service Enquêtes et reportages, puis, en mars 2004, directeur-adjoint de l'information de France 2, aux côtés d'Arlette Chabot.
À la rentrée de septembre 2008, il succède à Thierry Thuillier à la présentation du magazine trimestriel consacré à la géopolitique Un œil sur la planète et reprend la direction du service enquêtes et reportages, tout en restant directeur-adjoint de l'information. En 2015 il laisse la présentation d'Un œil sur la planète à Samah Soula.
À la veille du 14 juillet 2010 qui voit des délégations d'armées de treize pays africains prendre part, en tant qu’invités d’honneur, au défilé sur les Champs-Élysées, le journaliste déclare sur le plateau du 20 heures de France 2 : « Sur le plan politique, il n’y a pas de dictature en Afrique francophone »,.